# L'Auberge
L'Auberge est une nouvelle de Guy de Maupassant, parue en 1886.

## Historique
L'Auberge est initialement publiée dans la revue Les Lettres et les arts du 1er septembre 1886, puis dans le recueil Le Horla en 1887.

## Résumé
À la saison des neiges, la famille Hauser quitte toujours son auberge de montagne pour se mettre à l’abri dans la vallée de Loëche. Cette année-là, elle laisse derrière elle le vieux Gaspard Hari et le jeune guide Ulrich Kunzi avec Sam, un gros chien de montagne. Ils sont chargés de surveiller l’auberge durant l’hiver. Or, le cœur fendu à cause de sa séparation avec la jeune Louise Hauser, Ulrich n’est guère enchanté de devoir passer autant de temps isolé du monde.
Si, au début, tout se déroule avec régularité et même un peu de monotonie, la situation devient vite cauchemardesque. Le vieux Hari disparaît au cours d’une tentative de chasse. Resté seul avec Sam à l’auberge, Ulrich tente de le retrouver en sillonnant la montagne. C’est cependant un échec. Las et amer, de retour à l’auberge, il lui semble entendre dans son sommeil la voix pleine de reproches de son vieux compagnon à l’agonie. Ulrich, impuissant et tourmenté, se fait sans cesse harceler par cette voix. Pour lui échapper, il sombre dans l’alcoolisme, et la folie l’engloutit.
Quelle surprise pour les Hauser de retrouver leur ami fou et prématurément vieilli ! Louise Hauser, en découvrant l'état de Ulrich, devient gravement malade et est guérie de justesse. C'était une maladie de langueur que les médecins ont attribué au froid des montagnes.

## Éditions
- 1886 - L'Auberge, dans Les Lettres et les arts
- 1887 - L'Auberge, dans Le Horla recueil paru chez l'éditeur Paul Ollendorff.
- 1979 - L'Auberge, dans Maupassant, Contes et Nouvelles, tome II, texte établi et annoté par Louis Forestier, éditions Gallimard, Bibliothèque de la Pléiade.

## Lire
Lien vers la version de  L'Auberge dans le recueil Le Horla 